# Jøkulberget
Der Jøkulberget (norwegisch für Gletscherberg) ist ein überwiegend vereister Berg in der Heimefrontfjella des ostantarktischen Königin-Maud-Lands. Er ragt 18 km ostsüdöstlich des Sembberget auf.
Wissenschaftler des Norwegischen Polarinstituts benannten ihn 1990.